# 德裔墨西哥人
德裔墨西哥人（德语：Deutschmexikaner 或Deutsch-Mexikanisch ，西班牙语：germano- mexicano 或alemán-mexicano ）指的是拥有德国血统的墨西哥公民。
墨西哥的绝大多数德裔移民都是在19世纪中后期墨西哥总统波费里奥·迪亚斯的政策鼓励下来到的这里。虽然有一大部分德裔移民沾了当时墨西哥的自由化政策的光并投身商业、工业以及教育业，但也有不少德国穷人移民墨西哥打工、务农。大部分德裔移民都定居在墨西哥城、韦拉克鲁斯州、尤卡坦州以及普埃布拉州。一战、二战期间及战后时期里，大量德国移民进入墨西哥，居住在奇瓦瓦州、杜兰戈州、薩卡特卡斯州和阿瓜斯卡連特斯州的德国及荷兰移民后代构成了当今墨西哥门诺会教徒的主体，門諾低地德語就是他们所用的语言之一。其他德裔移民城镇主要位于新萊昂州、哈利斯科州、锡那罗亚州、尤卡坦州、恰帕斯州、金塔納羅奧州以及普埃布拉州的部分地区。德语及德国文化在上述地区得到了不同程度的保留。墨西哥是拉丁美洲第三大德裔人口的國家，仅次于巴西和阿根廷。 
德裔墨西哥群体在很大程度上已经融入了墨西哥社会，仅保存有部分民族文化特征，也对墨西哥社会的文化与工业产生了一定影响。第一次世界大战后的墨西哥社会中发生了明显的文化融合现象，多个民族在墨西哥城、哈利斯科州、锡那罗亚州、新萊昂州、普埃布拉州等地融汇交流，恰帕斯州的玛雅人也参与了这个过程，文化融合在社会、文化以及身份认同方面都有影响。

## 殖民
德国人定居墨西哥的历史可以从他们来到西班牙人统治的德克萨斯时说起，但德州境内的第一座德裔永久定居点是由弗里德里希·恩斯特（Friedrich Ernst）和Charles Fordtran于1830年代初期在奥斯汀县的因达斯特里（Industry）建立的，当时的德州已归墨西哥管辖。恩斯特在给故乡奥尔登堡（Oldenburg）的一位朋友写的信中讲述了建立定居点的故事，这封信还登上了奥尔登堡的地方报纸，德裔移民纷纷在恩斯特对德州的描述的吸引下动身前往这片遥远的土地，恩斯特甚至在历史上得到了“得克萨斯德裔移民之父”的称号。
1848年美墨戰爭过后，很多德裔人，特别是曾在战争中站在墨西哥一边的罗马天主教徒，都在墨西哥战败后离开德州，来到墨西哥的现今国境之内。
1865和1866年，在墨西哥第二帝國皇帝马西米连诺一世的引进外国移民计划的推动下，一共有543名母语为德语的人（男人、女人以及儿童）被尤卡坦州政府专门从汉堡带到了州内的Santa Elena村以及Pustunich村。这些德裔人基本都是农民和工匠，比如制轮工人、制鞋匠人以及柜子匠人等等。
1833年，德国植物学家Carls Sartorius在韋拉克魯斯州的埃尔米拉多（El Mirador）建立了殖民地；同年，约翰·冯·拉克尼茨（Johan von Raknitz）男爵在塔毛利帕斯州也建立了德裔殖民地。
Sartorius所建立的殖民地名为Hacienda，吸引了来自德国达姆施塔特的200多名定居者，马西米连诺一世本人曾多次到访这里，后来还任命Sartorius为帝国农业大臣。
1890年，墨西哥总统波波费里奥·迪亚斯与德国首相奥托·冯·俾斯麦协商决定将450个德国移民家庭迁至墨西哥南部的恰帕斯州，定居在塔帕楚拉（Tapachula）附近的索科努斯科地区，开发墨西哥南部疆域的农业潜力。在索科努斯科种植了大量咖啡豆的德裔移民很快令这里成为了墨西哥国内最繁荣的德裔殖民地之一，在1895-1890年间，这片地区共产出了11500000公斤的咖啡豆。恰帕内科高地上也建起了不少拥有德式名称的庄园（Fincas），如汉堡、不来梅、吕贝克、阿尔高（Aargau）、俾斯麦、普鲁士以及汉诺威等等。
1920年代，大约有6000名原本来自北德國以及荷兰的俄羅斯門諾派教徒从加拿大移民至墨西哥北部。今天的墨西哥国内共有约95000名门诺会教徒后代，他们还保留着原来的门诺低地德语方言。而德裔墨西哥门诺会教徒则在社区规定的许可下讲起了西班牙语。墨西哥最繁荣的门诺会殖民地位于奇瓦瓦州、杜兰戈州、萨卡特卡斯州、阿瓜斯卡连特斯州以及坎佩切州。

## 文化遗产
新阿勒曼尼亚（Nueva Alemania，在西语中意为‘新日耳曼’）镇中的房屋在修建时就仿效了德国北部的建筑风格，此地的德裔移民大多来自德国北部城市汉堡、不来梅和吕贝克。在聖路易斯波托西州、錫那羅亞州（马萨特兰）以及韋拉克魯斯州，来自巴伐利亚的德裔移民也理所当然地依照黑林山地区的建筑风格兴建了新居。建在圣路易斯波托西的德国文化中心就是一座巴伐利亚风格的公馆，前主人是一位来自巴登-巴登的男爵。墨西哥城中的“日耳曼尼亚足球会”足球俱乐部也是德国移民在1915年组建的，但很快便在1933年解散了。
由于大量德裔移民在1830年代定居德克萨斯以及墨西哥北部，墨西哥音乐中的德国元素格外明显。早在19世纪末，德制手风琴的销售者曾在墨西哥竭力推广能发出响亮声音的音箱。如今，墨西哥音乐中依然留有德国音乐（特别是波尔卡）的印记，拥有混合风格的tejano、conjunto、Tex-Mex、quebradita、banda、ranchera以及norteño等音乐都在形成过程中受到过德国音乐的影响。上述音乐风格在墨西哥北部以及美国境内部分拥有大量墨西哥裔移民的地区格外流行。
墨西哥国内各个大城市中的德裔群体还保留了庆祝慕尼黑啤酒节的传统，有举办啤酒节习俗的墨西哥城市主要是墨西哥城、奇瓦瓦以及杜兰戈。墨西哥的奶酪产业及酿酒业的发展也离不开德裔移民的贡献。新莱昂州的蒙特雷的兴旺的酿酒业背后就有着德裔移民的部分功劳。马西米连一世在19世纪中期短暂擔任墨西哥皇帝期间为墨西哥引入了大量德裔移民，他本人更是带着手下两名德国酿酒大师到处访问，一刻也离不开他们，在皇帝的此等重视下，酿酒成了墨西哥的全民事业。德国元素对墨西哥啤酒的影响十分深远，莫德洛集團以及Cuauhtémoc Moctezuma酒厂等品牌所出产的窖藏黑啤酒（Lager，也译作‘拉格啤酒’）就带有明显的维也纳风格。
墨西哥南部，特别是恰帕斯州的德裔人口分布得很密集，这些人基本都是在1890年代末在经济利好条件的吸引下移民美洲的农民和实业家。在俾斯麦与波菲里奥·迪亚斯的合作政策的鼓励下，德裔移民在恰帕斯州的殖民地建成了一批咖啡种植园和食品加工厂。恰帕斯州的索科努斯科地区的少数族群中人数最多的就是德裔人，他们与这里的主体民族玛雅人之间也发生了融合。墨西哥国立自治大学进行的一项研究表明，塔帕楚拉市以及索科努斯科地区的梅斯蒂索人中拥有德国血统的人甚至比拥有西班牙血统的人还要多。很多祖籍德国的墨西哥人的农场及其他资产依然维持着共有与私有并存的运营形式。

## 教育和语言
首都墨西哥城中的亚历山大·冯·洪堡德国学校（Colegio Alemán Alexander von Humboldt）始创于1894年，是德国境外最大的德语学校。
普埃布拉洪堡学校（Colegio Humboldt Puebla）始建于1911年，建校时只有一名德国老师以及10名小学生。目前，这所学校是普埃布拉大城市区的Cuautlancingo的一所德语国际学校。
瓜达拉哈拉德国学校是位于哈利斯科州瓜达拉哈拉市的一所德语国际学校。
蒂华纳的Hipódromo殖民地的Cuauhtémoc Hank德国学校创办于1993年，是一所德语国际学校。
1917年，德裔移民在瓜达拉哈拉市创办了一所规模不大的德语学校，作为洪堡德国学校的分址。这所分校拥有教学质量最高的幼儿园和小学，全体教师共有12人，学生有120人。墨西哥于1942年作为同盟国的一员加入二战，瓜达拉哈拉的这所德语学校随即关停。1979年，瓜达拉哈拉德语学校重建，但这次被完全纳入了墨西哥国家教育体系，此后，这里在教授墨西哥标准课程之余只把德语作为外语科目。